# Сен-Жени-де-Сентонж (кантон)
Сен-Жени-де-Сентонж (фр. Saint-Genis-de-Saintonge) — кантон во Франции, находится в регионе Пуату — Шаранта. Департамент кантона — Шаранта Приморская. Входит в состав округа Жонзак. Население кантона на 2006 год составляло 7508 человек.
Код INSEE кантона — 1727. Всего в кантон Сен-Жени-де-Сентонж входят 16 коммун, из них главной коммуной является Сен-Жени-де-Сентонж.

## Коммуны кантона
- Буа: население — 447 чел.
- Шампаньоль: население — 515 чел.
- Клан (Шаранта Приморская): население — 323 чел.
- Клион (Шаранта Приморская): население — 750 чел.
- Живрезак: население — 57 чел.
- Лориньяк: население — 451 чел.
- Монак: население — 465 чел.
- Плассак: население — 547 чел.
- Сен-Дизан-дю-Гюа: население — 536 чел.
- Сен-Фор-сюр-Жиронд: население — 932 чел.
- Сен-Жени-де-Сентонж: население — 1185 чел.
- Сен-Жорж-Антиньяк: население — 406 чел.
- Сен-Жермен-дю-Сёдр: население — 372 чел.
- Сен-Грегуар-д’Арден: население — 126 чел.
- Сен-Пале-де-Фиолен: население — 241 чел.
- Сен-Сижимон-де-Клермон: население — 155 чел.